# 楊愚
楊愚（1717年—1773年），字大智，號北峰，山西興縣人，清朝政治人物，同進士出身。

## 生平
乾隆四年（1739年）己未科進士。乾隆二十三年（1758年）接替王錫縉，擔任台灣府淡水撫民同知。台灣府淡水撫民同知又稱淡水同知，為台灣清治時期的重要地方官員，官職品等為正五品，專司負責北台灣內政，為駐守於淡水廳的地方父母官。因為當時淡水廳管轄區域約今台灣基隆至新竹，因此實為北台灣的統治者。乾隆三十四年，擔任龍岩州知州。